# Bleiwäsche
Bleiwäsche is een plaats in de Duitse gemeente Bad Wünnenberg, deelstaat Noordrijn-Westfalen, en telt 836 inwoners (12 april 2021).
Bleiwäsche ligt aan de noordrand van het Sauerland, ruim 18 km ten noordoosten van Brilon. Op 8 km ten westen van Bleiwäsche ligt het tot Brilon behorende dorp Alme.
Het dorp heeft een busverbinding met Bad Wünnenberg -stad, Haaren en Paderborn.
Direct ten noordoosten van het dorp ligt de fraai gelegen stuwdam Aabachtalsperre. Zie verder onder Bad Wünnenberg.
In het wapen van het dorp komt het oude, in de alchemie gebruikte chemische symbool voor het element lood (Duits: Blei) voor.
Het dorp is genoemd naar een loodmijn (in het Duits: Bleiwäscherei, loodwasserij) uit de 16e eeuw. Ook in de Romeinse tijd, de 2e en 3e eeuw, werd er lood gedolven. De enig overgebleven mijnbouwactiviteit is de winning van kalksteen nabij het dorp.